# Машівка (зупинний пункт)
Ма́шівка — пасажирський залізничний зупинний пункт Полтавської дирекції Південної залізниці на електрифікованій лінії Полтава-Південна — Берестин між станціями Селещина (5 км) та Карлівка (20 км). Розташований в центрі селища Машівка Полтавського району Полтавської області.

## Пасажирське сполучення
На платформі Машівка зупиняються приміські електропоїзди сполученням Полтава — Лозова.